# أحمد محمد حامد علي
أحمد محمد حامد علي (1965 - 2010) كان مواطن مصري مطلوب من قبل حكومة الولايات المتحدة منذ 10 أكتوبر 2001 لتورطه في تفجير سفارات الولايات المتحدة 1998 في تنزانيا وكينيا.

## مقتله
ذكر المركز الوطني لمكافحة الإرهاب في 21 فبراير 2011 أن أحمد محمد حامد علي قتل في هجوم طائرة بدون طيار في باكستان في عام 2010. في مايو 2012، أصبح اسم علي غير موجود ضمن قائمة الارهابيين المطلوبين من قبل برنامج مكافآت العدالة  أو مكتب التحقيقات الفدرالي.